# Kaden
Kaden település Németországban, Rajna-vidék-Pfalz tartományban. Lakosainak száma 564 fő (2023. december 31.).

## Népesség
A település népességének változása:
| Lakosok száma | 546  | 582  | 563  | 582  | 565  | 555  | 564  |
|               | 1975 | 2015 | 2017 | 2019 | 2021 | 2022 | 2023 |